# Amegilla ochroleuca
Amegilla ochroleuca là một loài Hymenoptera trong họ Apidae. Loài này được Pérez mô tả khoa học năm 1879.